# ROAD OUT "TRACKS"
『ROAD OUT "TRACKS"』（ロード・アウト・トラックス）は、1996年2月29日に発売された浜田省吾のコンピレーション・アルバム。

## 概要
同時発売された映像作品『ROAD OUT "MOVIE"』のサウンドトラックという趣旨で制作され、既発曲リメイク、ライブ音源、洋楽のカバー曲などで構成されている。当初は映像作品単体発売予定だったが、あるとき「サウンドトラック盤を作ったら面白いんじゃないか」と思い急遽制作された。
浜田の作品でカセットテープが発売された最後の作品。
2021年6月23日に再発売されたCDはデジタルリマスターが施されている。

## 収録曲
| #         | タイトル                               | 作詞                                                              | 作曲                                                              | 編曲                          | 時間  |
| --------- | -------------------------------------- | ----------------------------------------------------------------- | ----------------------------------------------------------------- | ----------------------------- | ----- |
| 1.        | 「A PLACE IN THE SUN」                 | Ronald Miller                                                     | Bryan Wells                                                       | 水谷公生                      | 3:45  |
| 2.        | 「夏の終り」                           | 浜田省吾                                                          | 浜田省吾                                                          | 浜田省吾 & 梁邦彦             | 6:01  |
| 3.        | 「今夜こそ」                           | 浜田省吾                                                          | 浜田省吾                                                          | 水谷公生                      | 5:05  |
| 4.        | 「ベイ・ブリッジ・セレナーデ」         | 浜田省吾                                                          | 浜田省吾                                                          | 水谷公生 & 小林正弘           | 3:27  |
| 5.        | 「悲しみは雪のように」                 | 浜田省吾                                                          | 浜田省吾                                                          | 星勝                          | 5:10  |
| 6.        | 「ラストショー」                       | 浜田省吾                                                          | 浜田省吾                                                          | 水谷公生, 星勝 & 小林正弘     | 5:20  |
| 7.        | 「少年の心」                           | 浜田省吾                                                          | 浜田省吾                                                          | 梁邦彦                        | 6:38  |
| 8.        | 「いつかもうすぐ」                     | 浜田省吾                                                          | Ian Tyson                                                         | 水谷公生, 浜田省吾 & 梁邦彦   | 4:25  |
| 9.        | 「IN THE STILL OF THE NIGHT 〜 MAYBE」 | Fred Parris（IN THE STILL OF THE NIGHT） Richard Barrett（MAYBE） | Fred Parris（IN THE STILL OF THE NIGHT） Richard Barrett（MAYBE） | 水谷公生                      | 4:02  |
| 10.       | 「MAINSTREET」                         | 浜田省吾                                                          | 浜田省吾                                                          | 浜田省吾                      | 3:37  |
| 11.       | 「J.BOY」                              | 浜田省吾                                                          | 浜田省吾                                                          | 板倉雅一, 江澤宏明 & 水谷公生 | 8:08  |
| 12.       | 「最後のキス」                         | 浜田省吾                                                          | 浜田省吾                                                          | 星勝 & 梁邦彦                 | 6:49  |
| 13.       | 「サイドシートの影」                   | 浜田省吾                                                          | 浜田省吾                                                          | 浜田省吾 & 梁邦彦             | 4:33  |
| 14.       | 「我が心のマリア -Maria-」             | 浜田省吾                                                          | 浜田省吾                                                          | 梁邦彦                        | 4:59  |
| 合計時間: | 合計時間:                              | 合計時間:                                                         | 合計時間:                                                         | 合計時間:                     | 71:59 |

## 楽曲解説
1. A PLACE IN THE SUN
スティービー・ワンダーの1966年のヒット曲のカバー。「HELLO ROCK&ROLL CITY」の中で"初めて歌ったR&B"と歌われているように、浜田にとって思い出深い一曲。ほぼ原曲通りのアレンジになっている。
2. 夏の終り
  - リメイク（オリジナル：11thアルバム『誰がために鐘は鳴る』収録）
3. 今夜こそ
  - リメイク（オリジナル：6thアルバム『Home Bound』収録）
4. ベイ・ブリッジ・セレナーデ
  - ライブ（オリジナル：12thアルバム『その永遠の一秒に 〜The Moment Of The Moment〜』収録）
5. 悲しみは雪のように
  - ライブ（オリジナル：7thアルバム『愛の世代の前に』収録）
6. ラストショー
  - ライブ（オリジナル：7thアルバム『愛の世代の前に』収録）
7. 少年の心
  - リミックス（オリジナル：11thアルバム『誰がために鐘は鳴る』収録）
8. いつかもうすぐ
  - ライブ（オリジナル：5thアルバム『君が人生の時…』収録）
9. IN THE STILL OF THE NIGHT 〜 MAYBE
  - ファイブ・サテンズの1956年のヒット曲と、シャンテルズの1958年のヒット曲をカバーし、メドレー形式で歌われている。
10. MAINSTREET
  - ライブ（オリジナル：9thアルバム『DOWN BY THE MAINSTREET』収録）
11. J.BOY
  - ライブ（オリジナル：10thアルバム『J.BOY』収録）
12. 最後のキス
  - ライブ（オリジナル：12thアルバム『その永遠の一秒に 〜The Moment Of The Moment〜』収録）
13. サイドシートの影
  - リメイク（オリジナル：11thアルバム『誰がために鐘は鳴る』収録）
14. 我が心のマリア -Maria-
  - リメイク（オリジナル：26thシングル「我が心のマリア/恋は魔法さ」収録）

## 参加ミュージシャン
| - Vocal, Guitars, Harmonica & Percussion：浜田省吾 - Drums & Percussion：高橋伸之 - Bass & Backing Vocal：関雅夫 - Guitars & Backing Vocal：町支寛二 - Keyboards & Accordion：梁邦彦 - Keyboards, Guitars & Backing Vocal：姫野達也 - Soprano, Alto & Tenner Saxophones, Flute, Guitars, Mandolin, Percussion & Backing Vocal：古村敏比古 - Trumpet：小林正弘, 菅坡雅彦 - Trombone：清岡太郎 - Percussion：菅原裕紀 - Backing Vocal：若子内悦郎, 高田三郎 - Guitars：水谷公生 | ADDITIONAL MUSICIANS - Pedal Steel Guitar：駒沢裕城 - Strings：加藤JOE Group, 桑野聖 Group - Latin Percussion：三沢またろう, 梯郁夫 - Guitars：古川望 - Tin Whistle, Piccolo Recorder：旭孝 - Stick Bass：美久月千晴 - Manipulator：森康成 - Assistant Manipulator：KENICHIRO OJIMA |